# Leucophyta
Genre
Espèce
Classification phylogénétique
Leucophyta est un genre de plante à fleurs de la famille des Asteraceae endémique d’Australie. Le genre a été formellement décrit pour la première fois par le botaniste Robert Brown en 1818.
Le leucophyte de Brown (Leucophyta brownii) est un petit arbuste entièrement tomenteux et blanc argenté, originaire d’Australie. C’est la seule espèce du genre Leucophyta.
Il est utilisé comme plante ornementale d’intérieur et de jardin de rocailles en région méditerranéenne.

## Étymologie et nomenclature
Le nom de genre Leucophyta est un terme de latin scientifique construit à partir de deux étymons grecs λευκος leukos « blanc, brillant » et φυτον fyton  « végétal, plante » ce qui donne « plante blanche ». C’est un taxon monotypique (ne comportant qu’une seule espèce) qui  a été décrit la première fois par le botaniste écossais Robert Brown en 1818. Il est connu aussi pour avoir décrit le mouvement brownien - le mouvement aléatoire de particules en suspension dans un liquide ou un gaz.
L’épithète spécifique brownii est dédié au botaniste Robert Brown qui participa à partir de 1801 au voyage d’exploration des côtes australiennes conduit par Matthew Flinders. En 1810, il publie dans Prodomus Florae Novae Hollandiae, la description des plantes rapportées d’Australie, dans laquelle se trouve le genre Leucophyta. En latin, les noms de personnes ont des génitifs (cas qui indique la possession) qui se terminent généralement par -i pour les hommes et -ae pour les femmes.
Le premier botaniste ayant décrit et nommé la plante est Alexandre Henri Gabriel de Cassini (Dictionnaire des Sciences Naturelles, ed. 2, 26: 159) en 1823. Il fit la description sur les échantillons secs qui se trouvaient dans l’herbier de Jussieu.

## Synonymes

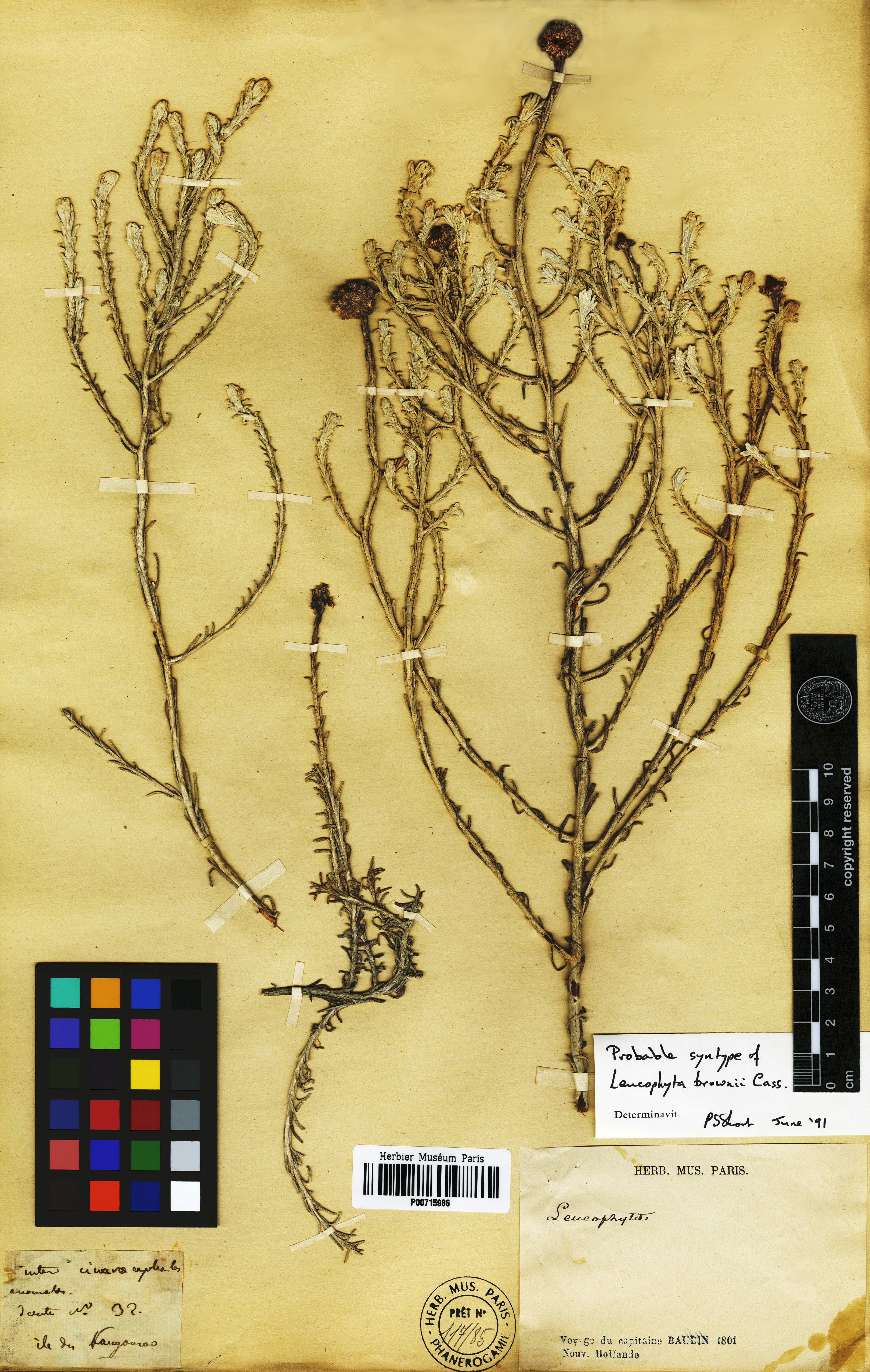
Specimen récolté en 1801, lors du voyage du capitaine Baudin en Nlle Hollande.

Leucophyta brownii Cass. possède trois synonymes :
- Calocephalus brownii (Cass.) F.Muell. in Rep. Pl. Babbage's Exped.: 13 (1859)
- Leucophyta brownii var. candidissima Steetz in J.G.C.Lehmann, Pl. Preiss. 1: 442 (1845)
- Leucophyta brownii var. virescens Steetz in J.G.C.Lehmann, Pl. Preiss. 1: 443 (1845)

## Description
Leucophyta brownii  est un petit arbuste arrondi aux rameaux enchevêtrés et tomenteux qui lui donnent un aspect argenté. Ses tiges ligneuses forment une touffe dense. Il fait entre 20 et 70 cm de haut, parfois il atteint 1 m.
Les feuilles alternes sont sessiles, linéaires.
Il donne de petites fleurs jaunes, groupées en capitules terminaux, globuleux, tomenteux, de 1 cm de diamètre.
Sa fleuraison se fait en été, c’est-à-dire de décembre en février en Australie.

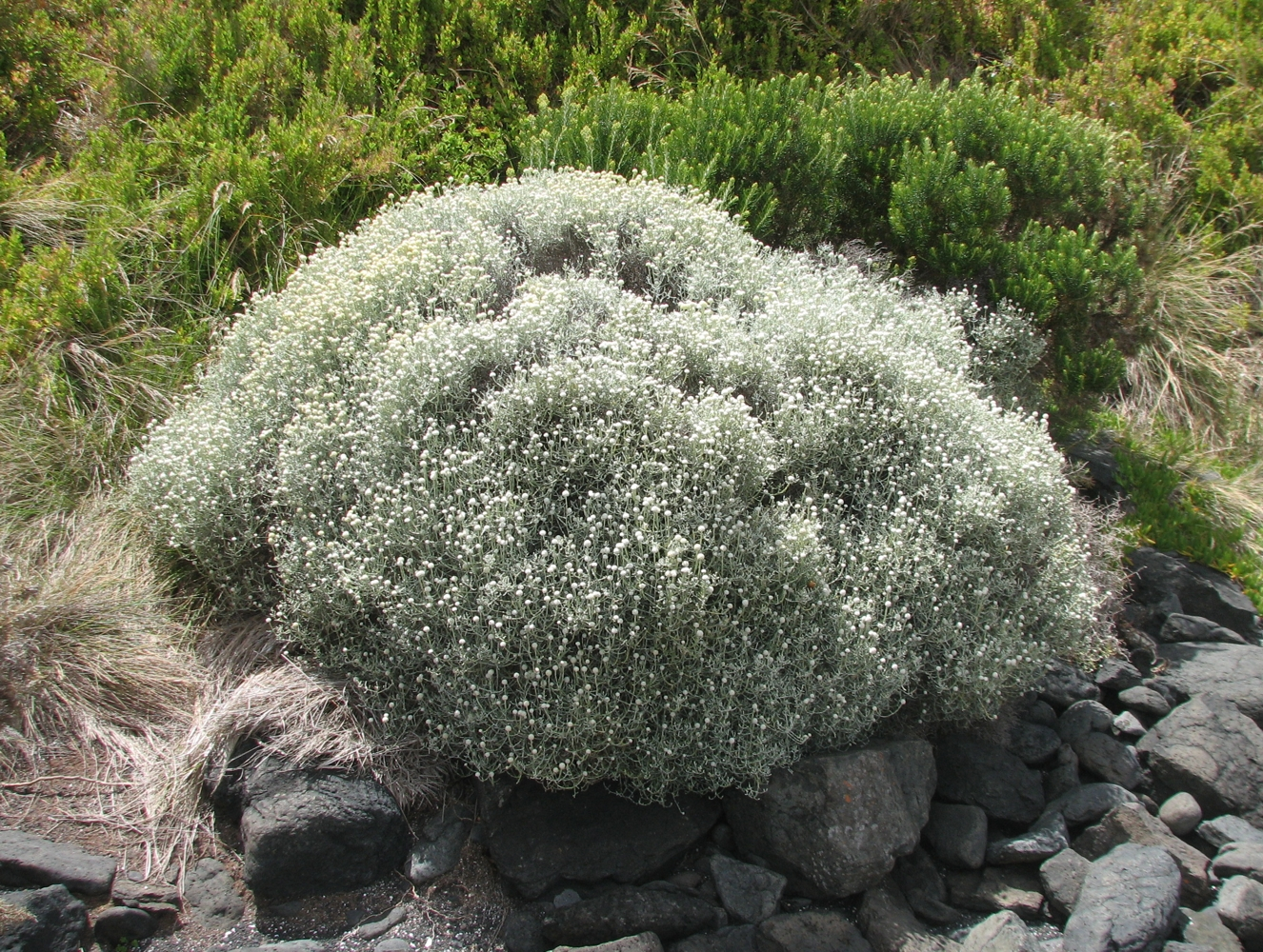
Touffe dense (Victoria).
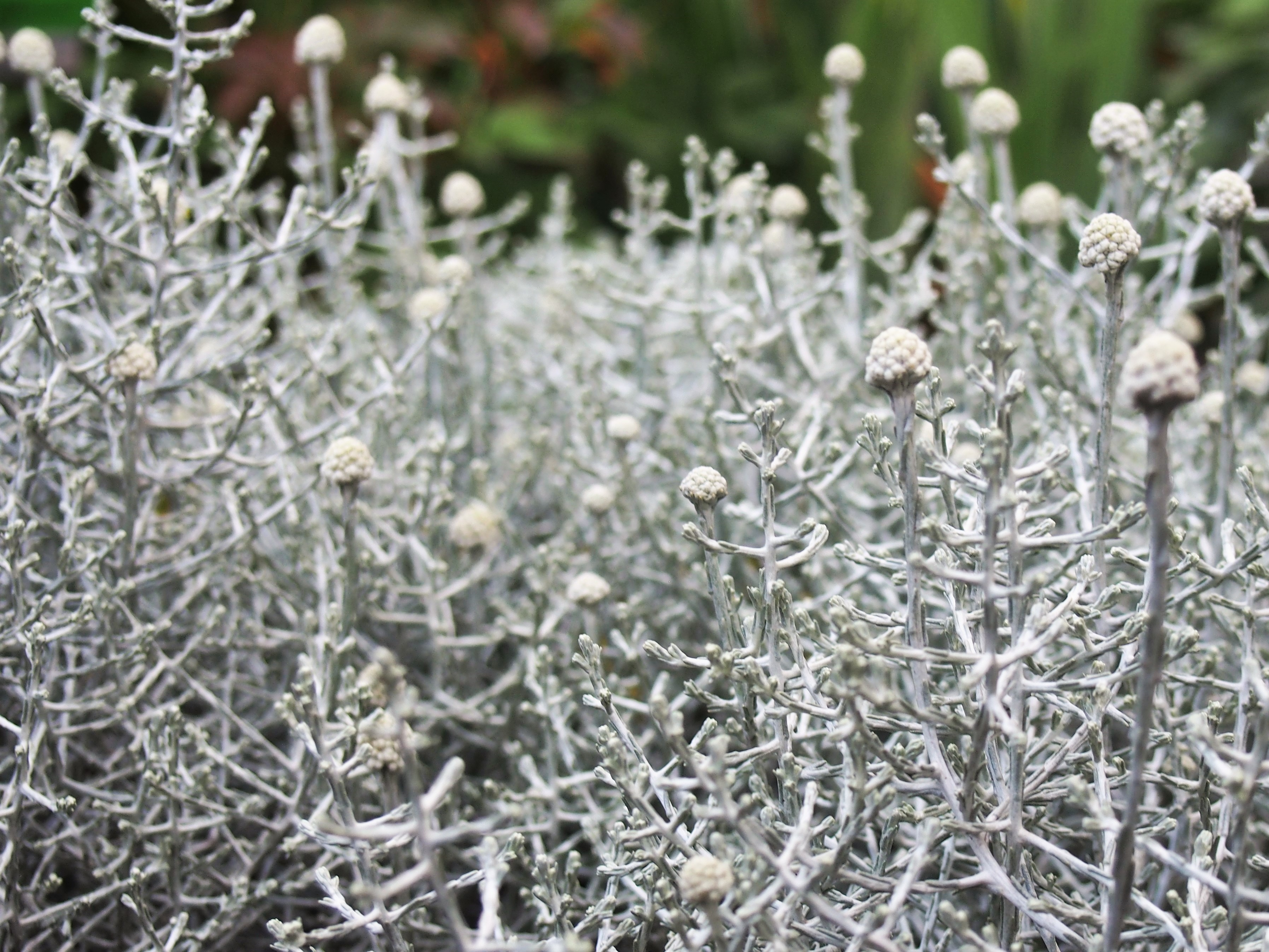
Ramaeux argentés.
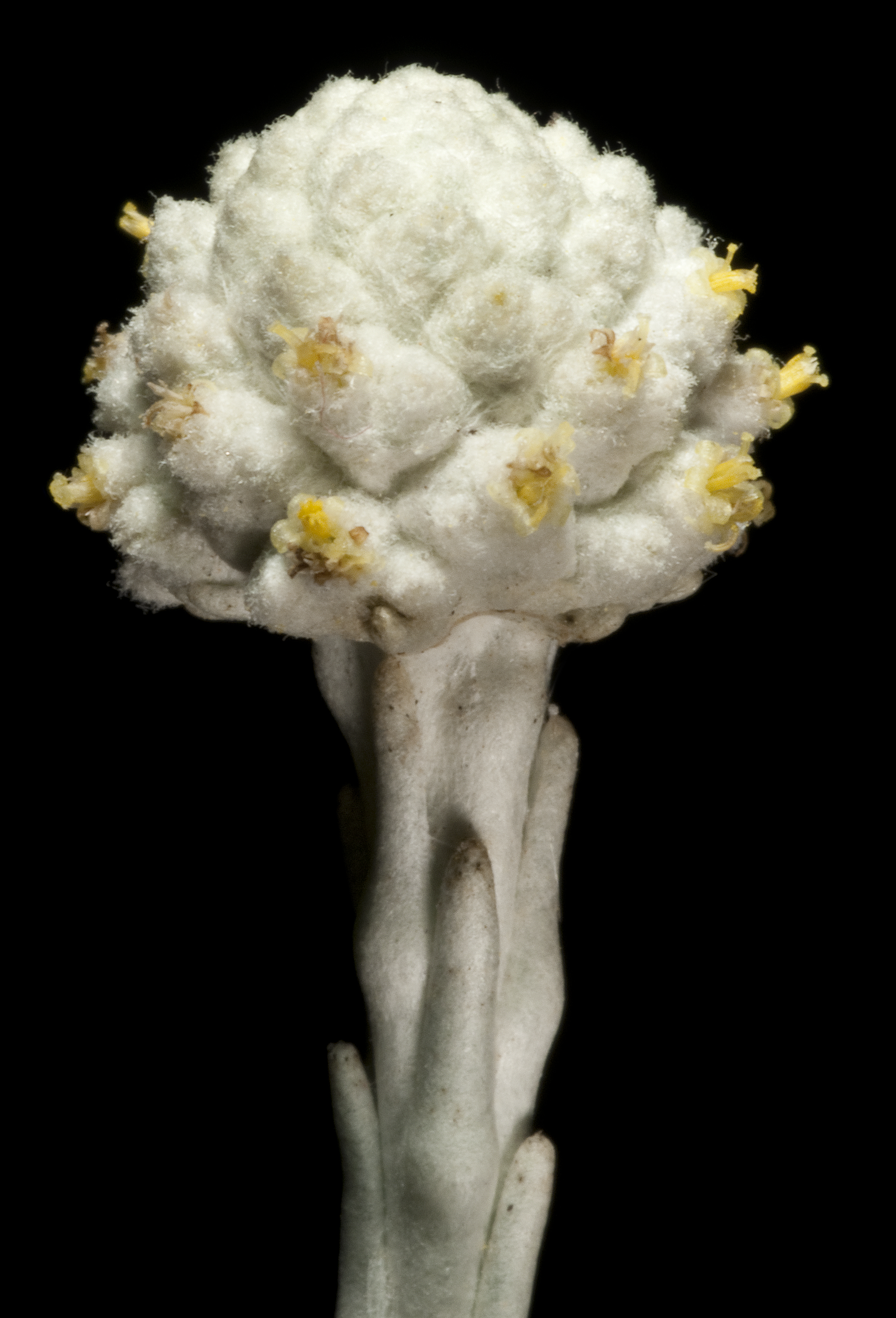
Inflores.
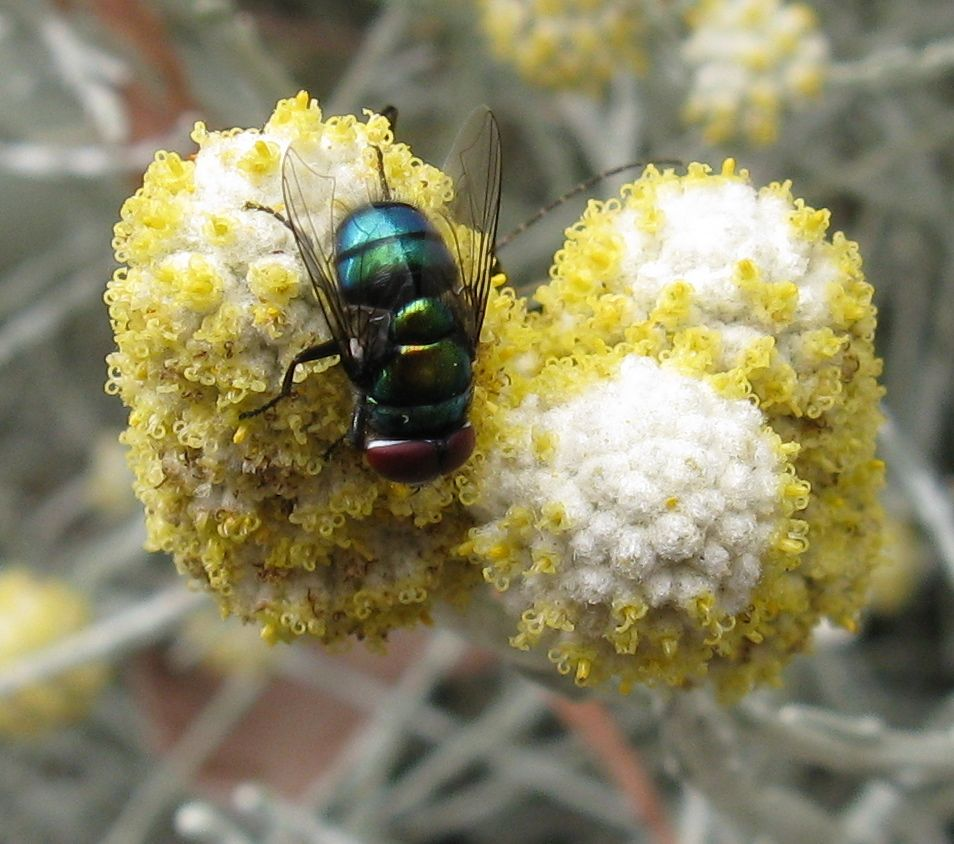

## Distribution

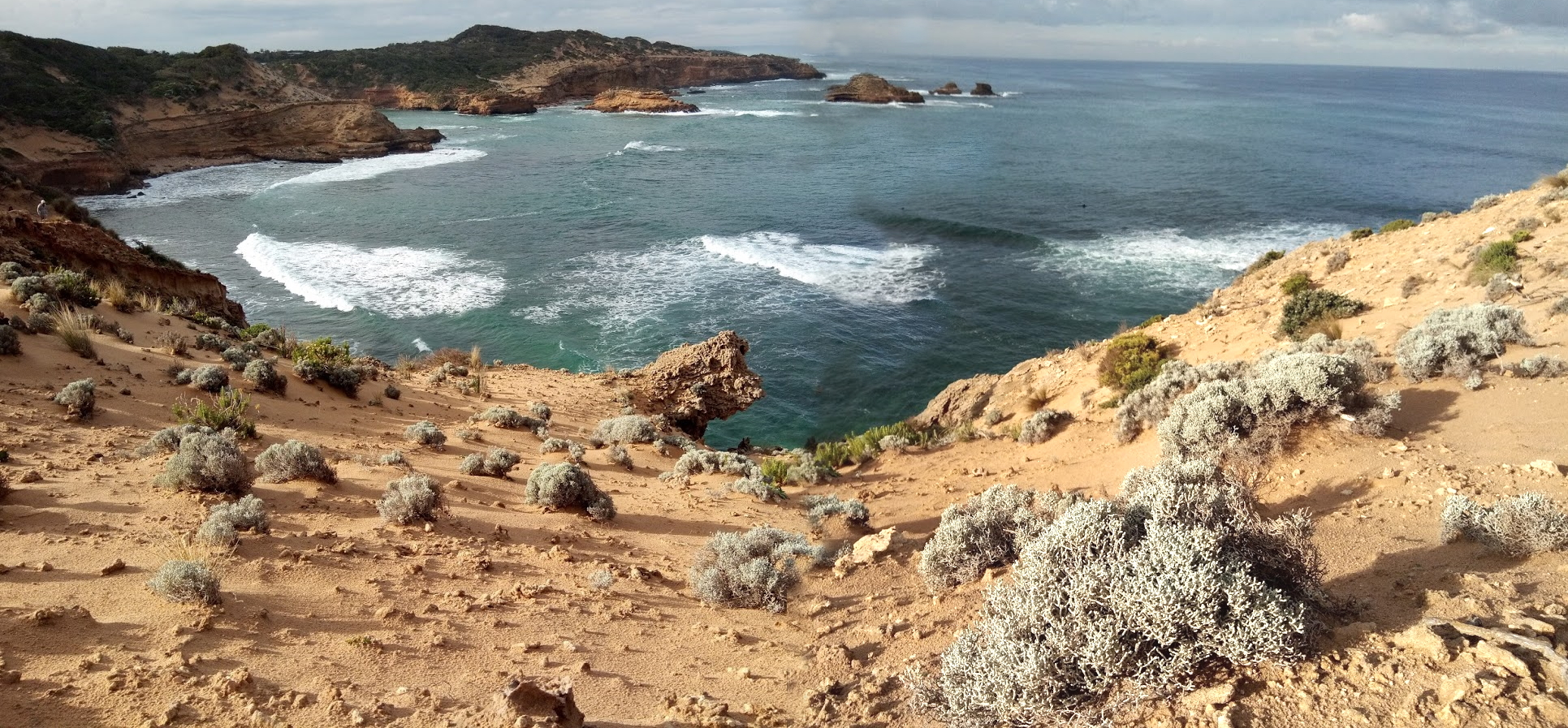
Habitat typique de Leucophyta brownii (Jubilee Point, Sorrento, Victoria).

D’après POWO, Leucophyta brownii est originaire d’Australie du Sud et du Sud-Ouest : Australie occidentale, Australie méridionale, Victoria , Tasmanie. C’est une plante endémique d’Australie
Il croit dans les environnements côtiers, particulièrement sur les faces exposées des falaises et des dunes de la côte sud de l'Australie. Il est très tolérant aux vents dominants, aux embruns, à la sécheresse et au gel, et pousse principalement sur un sol dérivé de sable ou de grès. De plus, le sol peut être très alcalin lorsque le sable est composé de carbonate de calcium. Il pousse mieux en plein soleil.

## Utilisations
Leucophyta brownii est utilisé comme plante ornementale d’intérieur et en région méditerranéenne, comme plante de jardins de rocailles. Les centres commerciaux de jardinages continuent à appeler l’espèce Calocephalus brownii. Il existe une forme naine trouvée en Tasmanie, connue sous le nom de « Silver nugget », également cultivée.
L’espèce se plait dans les sols bien drainés, secs dans des expositions très ensoleillées.